# فاكوندو سواريز
فاكوندو سواريز (بالإسبانية: Facundo Suárez)‏ هو دبلوماسي وسياسي أرجنتيني، ولد في 5 نوفمبر 1923 في مندوزا في الأرجنتين، وتوفي في 2 أغسطس 1998 في بوينس آيرس في الأرجنتين بسبب سرطان. حزبياً، نشط في الاتحاد المدني الراديكالي. وقد انتخب عضو مجلس النواب في الأرجنتين.